# Горнерсвілл (Міссурі)
Горнерсвілл (англ. Hornersville) — місто (англ. city) в США, в окрузі Данкін штату Міссурі. Населення — 537 осіб (2020).

## Географія
Горнерсвілл розташований за координатами 36°2′25″ пн. ш. 90°6′59″ зх. д. / 36.04028° пн. ш. 90.11639° зх. д. (36.040224, -90.116377).  За даними Бюро перепису населення США в 2010 році місто мало площу 2,03 км², з яких 2,02 км² — суходіл та 0,01 км² — водойми.

## Демографія
Згідно з переписом 2010 року, у місті мешкали 663 особи в 275 домогосподарствах у складі 178 родин. Густота населення становила 327 осіб/км².  Було 302 помешкання (149/км²).
Расовий склад населення:
| - 97,0 % — білих - 1,2 % — корінних американців |

До двох чи більше рас належало 1,5 %. Частка іспаномовних становила 5,4 % від усіх жителів.
За віковим діапазоном населення розподілялося таким чином: 24,0 % — особи молодші 18 років, 62,9 % — особи у віці 18—64 років, 13,1 % — особи у віці 65 років та старші. Медіана віку мешканця становила 36,4 року. На 100 осіб жіночої статі у місті припадало 100,3 чоловіків;  на 100 жінок у віці від 18 років та старших — 94,6 чоловіків також старших 18 років.
Середній дохід на одне домашнє господарство  становив 43 037 доларів США (медіана — 33 750), а середній дохід на одну сім'ю — 49 008 доларів (медіана — 40 625). За межею бідності перебувало 25,3 % осіб, у тому числі 30,2 % дітей у віці до 18 років та 14,3 % осіб у віці 65 років та старших.
Цивільне працевлаштоване населення становило 267 осіб. Основні галузі зайнятості: виробництво — 30,3 %, освіта, охорона здоров'я та соціальна допомога — 28,1 %, транспорт — 11,6 %, фінанси, страхування та нерухомість — 5,6 %.